# 大村孝佳
大村 孝佳（おおむら たかよし、1983年〈昭和58年〉12月26日 -　）は、日本のギタリストでソングライターでもある。ヘヴィメタル・ミュージシャン。大阪府出身。身長175cm。ロックバンド「C4」のギタリストであるほか、MI JAPAN大阪校の講師も務める。

## 経歴

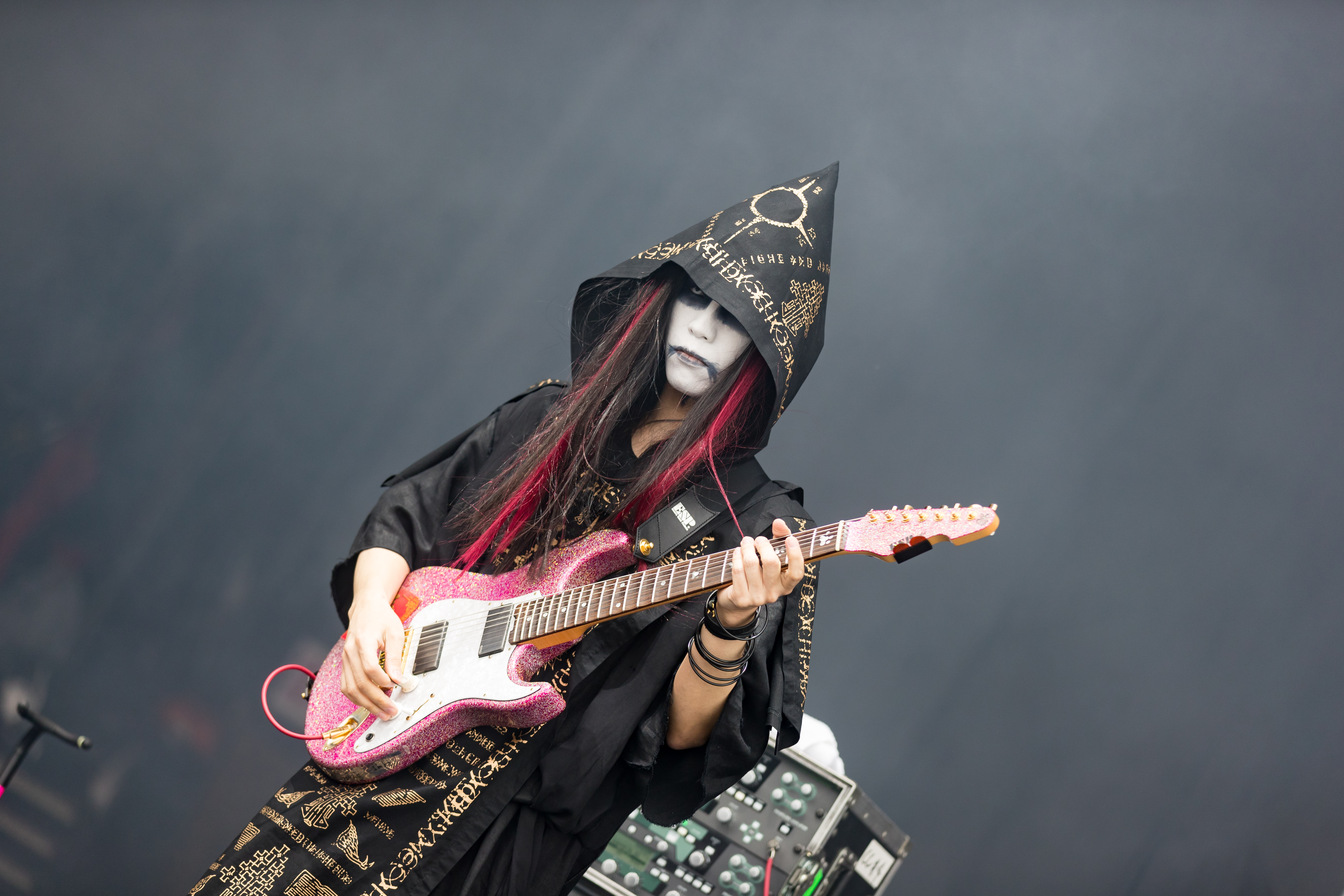
BABYMETALのツアーで演奏する大村（2018年)

2002年、大阪府立大和川高等学校（現・大阪府教育センター附属高等学校）卒業後、MI JAPAN大阪校のGIT-DX1期生として入学。卒業後にMI JAPANの講師となる。
2004年、ヤマハミュージックコミュニケーションズよりデビュー。4月、サウンドプロデュースにヴィタリ・クープリを迎えたファーストアルバム『Nowhere To Go』をリリース。9月、デビューライブを開催。
2005年、STRUSHのボーカルをしていたkouhey（後の鋼兵）らと共にロックバンドCROSS HARDを結成、デビューアルバム『ECLIPSE FROM EAST』をリリースするも同年、各メンバー多忙により活動凍結。11月、自身初のセルフプロデュースとなるアルバム『POWER OF REALITY』をリリース。
2006年、CROSS HARDでもベースをプレイしていた元スパイラルフリーのKaoruとGLORIAを結成。
2007年8月、アルバム『Emotions In Motion』をリリース。
2008年、マーティ・フリードマンのツアーに参加、以後も継続。また、マーティと鈴木慎一郎のユニットLOVEFIXERのライブにもサポートとして参加。
2009年、台湾の張惠妹のアジアツアーに参加。
2010年、hy4 4yhのライブにサポートとして参加。同年、AKANE LIV率いるLIV MOONのライブに参加、以後も継続。
2011年、菊地成孔主催のDCPRG（現・DC/PRG）に加入。同年12月、C4に正式加入。ギタリストMIYUの作品にサウンドプロデュースとベースで参加。
2012年12月、5年振りとなるアルバム『Devils In The Dark』をリリース、合わせて8年振りにワンマンライブを開催。
2013年、BABYMETALのバックバンド（神バンド）のメンバーとして参加、以後も継続。同年、鉄色クローンXのライブにバンドメンバーとして参加。
2014年、野水いおりのライブに参加。5月、マーティとガス・GのダブルヘッドライナーEUツアー「Guitar Universe 2014」に参加。9月、デビュー10周年記念ライブ「The Chronicle of Metal Lovers ～Takayoshi Ohmura 10th Anniversary～」を開催。
2015年1月、2012年に発売されたアルバム『Devils In The Dark』にライブDVDなどを追加した『Devils In The Dark -Final Edition-』をリリース。7月、元Asrielの黒瀬圭亮が結成したUROBOROSにメンバーとして参加。
2016年1月、ワンマンライブ「New Year's Celebration -The Gathering of Metal Warriors-」を開催。12月、Gacharic Spinとのツーマンライブ「Gacharic Spin × 大村孝佳 ねんねバースデーライブ！！」を開催。
2017年1月、カバーアルバム『-CERBERUS-』をリリース。9月、ワンマンライブ「METAL INITIATION ‘2017」を開催。10月、オフィシャルファンクラブ「むらっ家」が発足。
2018年2月、自身初となる東名阪ワンマンツアー「大村孝佳 METAL PARADOX TOUR 2018」を開催。
2019年4月、楽器メーカーのESPより、大村がプロデュースしたGrassrootsブランドのミニギター「G-SN-62TO」がリリース。5月、メタルイベント「PURE ROCK JAPAN LIVE 2019」に出演。9月、全国ツアー「Takayoshi Ohmura "15th Anniversary" Live Tour 2019 Metal Nation」を開催したほか、ベストアルバム『I・RI・S』をリリース。

## 人物
3歳からピアノを習い始め、11歳でアコースティックギターを、14歳でエレクトリックギターを弾き始める。幼少期からフォークやクラシックを聴いていたが、高校2年の頃にジャケット買いした、ドッケンのアルバム『アンダー・ロック・アンド・キー』を聴き衝撃を受け、HR/HM系のギタリストを目指すようになった。
大村は「私を構成する9枚」と題して、尾崎豊の『十七歳の地図』、TOKIOの『Best E.P Selection of TOKIO』、globeの『FACES PLACES』、GLAYの『REVIEW-BEST OF GLAY』、Laputaの『麝〜ジャコウ〜香』、KinKi Kidsの『A album』、MALICE MIZERの『La Collection merveilles』、L'Arc〜en〜Cielの『HEART』、河村隆一の『Love』をあげている。
プレイスタイルはサークルピッキングではなく人差し指の屈伸を用いた速弾きが特徴的である。また、自身のギターにはハーフ・スキャロップ加工を施しているものが多い。
大村はC4への加入の経緯について、自身のブログで「僕が中学生の頃からのLaputaファンだった事や、TOKIさんがまたキテるというか、絶～対面白くなると感じたので加入しようと思ったのです」と語っている。
2016年10月22日、大阪 MUSEで開催されたイベントライブ「Crazy Monsters HALLOWEEN PARTY 2016」にC4のギタリストとして参加したが、その前日の深夜に、大村は自らタクシーで救急病院に向かい治療を受けた。C4のリーダーである、TOKIへLINEで病院に来てほしいと依頼した。TOKIはホテルから走って10分くらいの病院までダッシュで向かい、救急外来の部屋の扉を開けると、車椅子に乗ってグッタリしている大村の後姿があり、さらに状態を聞こうと前方に回り込むと、まさかの超絶顔面アオレンジャーという状況であった。診断を受けた結果、「ヒト気の無いところで、なるべく安静にし、大阪のイベントでは必要最低限のことだけをやったら即座に再び安静を図る」という流れになった。C4の出演が終わったら、TOKI以外は即座に名古屋移動して、大村の安静状態を図るように監視することとしたため、最後のセッションではTOKIのみが出演した。TOKIはこの件についてブログで、「大村孝佳という人間はギターに才能を持っていかれた分、普段の生活対応能力に著しく欠ける部分があるからだ。まぁもう、前々から言っておりますが、いずれ誰かしら彼と結婚する女性はマネージメント能力に長けた人じゃないと務まらないと断言できます。」と言及している。
2018年、師であり親友でもある藤岡幹大の訃報を受け、藤岡のギターやアンプといった機材を継承し、自身の機材と同等に扱っていくことなどを公表した。
ギターをはじめとする弦楽器で使用される木材のマニアを自称しており、木材に関するインタビューでは木材孝佳（もくざい たかよし）名義で活動している（下記Twitterリンクも参照）。
ホラー漫画家の児嶋都のファンであり、BOHと一緒に企画しているイベント、大暴乱のオフィシャルTシャツのイラストは児嶋都によるものである。また、2022年2月27日に行われたYoutubeでのトークライブ、 大暴乱2022 Vol.7.5 にゲストとして同氏を迎えた。

## 使用機材
ギター
- ESP SE Ohmura Custom
- ESP SNAPPER Ohmura Custom "Brass Red"
- ESP SNAPPER Ohmura Custom "Eclipse Gold"

- ESP SNAPPER Ohmura Custom "Royal Silver"

SNAPPER Ohmura CustomのEclipse GoldとRoyal SilverはESPより2014年に市販された。ただし、本人が使用しているものと違い、ヘッドの先端にある大村のマーク（大村のピックにプリントされているデザインと同じもの）はなく、代わりに大村のサインが入れられている。
- ESP SNAPPER-7 Ohmura Custom "Twinkle Pink"

7弦仕様のシグネイチャーモデル。大村がソロで頻繁に使用している9フレット以降にハーフ・スキャロップド加工が施されており、ビブラートがよりスムーズに行なえるようになっている。一方で、コードやリフで多用されるロー・ポジションでは、ピッチの精度を追求した仕様となっている。ピックアップには、EMGの「85-7H」（フロント）と「81-7H」（リア）を採用。コントロールは市販品とは異なり、ボリューム、マスター・トーン、キル・スイッチ、3ウェイPUセレクターという仕様で、市販品はキル・スイッチに変わって、ダミーのトーン・ツマミが装着されている。
- ESP M-SEVEN Ohmura Custom "Golden Moon"

マーティ・フリードマンのバンドに参加をする際に、7弦ギターが必要になりESPからライブ用に黒色の個体を貸し出されたのがキッカケである。しかし、6弦モデルのsnapperよりスケールが長い事や弦のテンション感が異なる事からM-SEVENとは異なったスペックのオリジナルであるsnapper-7が作られる事となる。
当初はフロイドローズ仕様であったが、シンクロ仕様に大幅に木部を改造しHIPSHOT製ブリッジを載せている。その際に塗装を元の黒から本物の金箔を貼り付けた現デザインへと変更された。また、P.U.もSEYMOUR DUNCAN AHB-1(？)を経て、現在はEMGの707、81-7という構成になっている。
デフォルトのスペックからsnapper-7に類似したスペックに改造がされ、snapper-7のサブ機として度々ライブなどでも散見された。
しかし現在は大村氏のTwitterからの情報ではレコーディングのメインとして使っている様で登場する機会は少ない。
- EDWARDS E-SN-185TO
- EDWARDS E-SN7-210TO
- ESP SNAPPER-7 Fujioka Custom

藤岡幹大が使用していた実機で、フロイド・ローズの搭載や太く厚いネックが特徴。コントロール類も多彩で、さまざまな現場に対応できるモデルになっている。
エフェクター
- CONISIS ELEGANT BEATS BA001
- CONISIS BA003 BLACK MESSIAH

シグネイチャーバッファーアンプで、自身のライブやレコーディングの現場で使用されているELEGANT BEATS BA001を更に強化したモデル。追加されたツマミによりゲインブーストが可能になっており、100台限定で生産された。
- CONISIS BA004 BLACK MESSIAH ver.2
- Vivie IRENE66

シグネイチャードライブペダルで、自身のシグネイチャーギターと同様の、ラメ入り塗装ピンクにメタリックなレッドのグラデーションをかけたカラーとなっているほか、マーシャルのスタックアンプとジャズコーラス（JC-120）、それぞれを大村サウンドに変化させる切り替えスイッチが搭載されている。なお、当製品は大村のギターサウンドをシミュレーションするために生まれたモデルで、本人がライブで使用することは少ない。

## ディスコグラフィー

### アルバム

#### フル・アルバム
- Emotion In Motion（2007年8月22日）

レーベル: Tricycle ENTERTAINMENT
| 全作詞・作曲: 大村孝佳 |                          |      |            |                                             |
| #                      | タイトル                 | 作詞 | 作曲・編曲 | ボーカル                                    |
| 1.                     | 「Distant Thunder」      |      |            | ドゥギー・ホワイト                          |
| 2.                     | 「Holy Tomorrow」        |      |            | トニー・ムーア（英語: Tony Moore (singer)） |
| 3.                     | 「When I Close My Eyes」 |      |            | テリー・イルス（英語: Terry Ilous）         |
| 4.                     | 「Stay Away」            |      |            | テッド・ポーリー（英語: Ted Poley）         |
| 5.                     | 「WARRIOR」              |      |            | ドゥギー・ホワイト                          |
| 6.                     | 「Never」                |      |            | トニー・ムーア                              |
| 7.                     | 「Tell Me Why」          |      |            | テリー・イルス                              |
| 8.                     | 「Wanna Remember」       |      |            | テッド・ポーリー                            |
| 9.                     | 「Rain On Me」           |      |            | テリー・イルス                              |
| 10.                    | 「Every Time」           |      |            | テッド・ポーリー                            |

- Devils In The Dark（2012年12月24日）

レーベル: Keasler Japan Limited
| 全作詞・作曲: 大村孝佳 |                                                             |      |            |                  |
| #                      | タイトル                                                    | 作詞 | 作曲・編曲 | ボーカル         |
| 1.                     | 「Never Surrender」(ギター: マーティ・フリードマン)         |      |            | ティッタ・タニ   |
| 2.                     | 「Wanna Get A Good Love (Album Ver.)」                      |      |            | クリス・パワーズ |
| 3.                     | 「Delusional Dreams」(ギター: フランシスコ・ファレリ)       |      |            | ラッセル・アレン |
| 4.                     | 「Poison Eyes」                                             |      |            | AKANE LIV        |
| 5.                     | 「Trust」                                                   |      |            |                  |
| 6.                     | 「The Night Of U.S.A. (Album Ver.)」                        |      |            | クリス・パワーズ |
| 7.                     | 「Solitary Universe」(キーボード: 西脇辰弥)                 |      |            | TOKI             |
| 8.                     | 「Shadows Of Eternity (Album Ver.)」                        |      |            | クリス・パワーズ |
| 9.                     | 「Under One Flag」                                          |      |            | ティッタ・タニ   |
| 10.                    | 「A Little Song (Goodnight Grandma)」(キーボード: 西脇辰弥) |      |            |                  |

- Devils In The Dark -FINAL EDITION-（2015年1月28日）

レーベル: Keasler Japan Limited
 JAN 4988044938601
CD＋LIVEDVDの2枚組で、DVDには2014年9月6日に行われたデビュー10周年記念ライブ「The Chronicle of Metal Lovers」の映像を収録。
| 全作詞・作曲: 大村孝佳 |                                                             |      |            |                  |
| #                      | タイトル                                                    | 作詞 | 作曲・編曲 | ボーカル         |
| 1.                     | 「Never Surrender」(ギター: マーティ・フリードマン)         |      |            | ティッタ・タニ   |
| 2.                     | 「Wanna Get A Good Love (Album Ver.)」                      |      |            | クリス・パワーズ |
| 3.                     | 「Delusional Dreams」(ギター: フランシスコ・ファレリ)       |      |            | ラッセル・アレン |
| 4.                     | 「Poison Eyes」                                             |      |            | AKANE LIV        |
| 5.                     | 「Trust」                                                   |      |            |                  |
| 6.                     | 「The Night Of U.S.A. (Album Ver.)」                        |      |            | クリス・パワーズ |
| 7.                     | 「Solitary Universe」(キーボード: 西脇辰弥)                 |      |            | TOKI             |
| 8.                     | 「Shadows Of Eternity (Album Ver.)」                        |      |            | クリス・パワーズ |
| 9.                     | 「Under One Flag」                                          |      |            | ティッタ・タニ   |
| 10.                    | 「A Little Song (Goodnight Grandma)」(キーボード: 西脇辰弥) |      |            |                  |
| 11.                    | 「The Night Of U.S.A(BONUS TRACK)」                         |      |            | TOKI             |

| #   | タイトル                  | 作詞 | 作曲・編曲 |
| --- | ------------------------- | ---- | ---------- |
| 1.  | 「Shadows Of Eternity」   |      |            |
| 2.  | 「When I Close My Eyes」  |      |            |
| 3.  | 「High Works」            |      |            |
| 4.  | 「Unite」                 |      |            |
| 5.  | 「Wanna Get A Good Love」 |      |            |
| 6.  | 「Never」                 |      |            |
| 7.  | 「Poison Eyes」           |      |            |
| 8.  | 「Under One Flag」        |      |            |
| 9.  | 「Pleasant Surprise」     |      |            |
| 10. | 「Material Tone」         |      |            |
| 11. | 「The Cataclysm」         |      |            |
| 12. | 「Cry For The Faith」     |      |            |
| 13. | 「Rain On Me」            |      |            |
| 14. | 「Nowhere To Go」         |      |            |
| 15. | 「Night Of U.S.A.」       |      |            |
| 16. | 「Solitary Universe」     |      |            |
| 17. | 「Tell Me Why」           |      |            |
| 18. | 「Holy Tomorrow」         |      |            |
| 19. | 「EN-1. Distant Thunder」 |      |            |
| 20. | 「EN-2. Never Surrender」 |      |            |

- Angels In The Dark（2020年9月30日）

レーベル: Keasler Japan Limited JAN 4573198460650

CD＋LIVEDVDの2枚組で、2018年12月9日に開催された、FC「むらっ家」発足１周年記念「村くる？」の模様を収録。
| #   | タイトル                                                | 作詞 | 作曲・編曲 | 参加アーティスト                                                  |
| --- | ------------------------------------------------------- | ---- | ---------- | ----------------------------------------------------------------- |
| 1.  | 「Soldiers Of The Fire」                                |      |            | Vocal:Tim "Ripper" Owens Guitar:大村孝佳 Bass:Shoyo               |
| 2.  | 「GOODBYE LOST IN STATIC」                              |      |            | Vocal: Atsushi Kuze Guitar:大村孝佳 Bass:Shoyo                    |
| 3.  | 「Now I Understand」                                    |      |            | Vocal:Daniel Heiman Guitar:大村孝佳 Bass:Shoyo                    |
| 4.  | 「In The Name Of Love (Inst.)」                         |      |            | Guitar:大村孝佳 Guest Guitar:岡聡志、村山遼、平賀優介、DURAN      |
| 5.  | 「Angels In The Dark」                                  |      |            | Vocal:Atsushi Kuze Guitar:大村孝佳                                |
| 6.  | 「Face The Sky」                                        |      |            | Vocal:Go¨ran Edman Guitar:大村孝佳                                |
| 7.  | 「Visions」                                             |      |            | Vocal: Mark Boals Guitar:大村 孝佳 Bass:Shoyo                     |
| 8.  | 「The Hill Of Wisteria (Inst. / New Ver.)」             |      |            | Guitar:大村孝佳 Guest Guitar:ISAO、Leda Bass:Shoyo Drums:前田遊野 |
| 9.  | 「Sadistic Ritual (Inst.)」                             |      |            | Guitar:大村 孝佳 Guest Guitar:藤岡幹大 Bass:BOH Drums:前田遊野    |
| 10. | 「In A Rough State (Inst. [Power Of Reality] New Rec)」 |      |            | Guitar:大村孝佳                                                   |
| 11. | 「Trust (Inst. [Devils In The Dark] New Rec)」          |      |            | Guitar:大村孝佳                                                   |
| 12. | 「A Little Song (Inst. [Devils In The Dark] New Rec)」  |      |            | Guitar:大村孝佳                                                   |

| #   | タイトル                      | 作詞 | 作曲・編曲 |
| --- | ----------------------------- | ---- | ---------- |
| 1.  | 「Never Surrender」           |      |            |
| 2.  | 「When I Close My Eyes」      |      |            |
| 3.  | 「Holy Tomorrow」             |      |            |
| 4.  | 「Tell Me Why」               |      |            |
| 5.  | 「Under One Flag」            |      |            |
| 6.  | 「Poison Eyes」               |      |            |
| 7.  | 「MUGO・ん…色っぽい(カバー)」 |      |            |
| 8.  | 「Shadows Of Eternity」       |      |            |
| 9.  | 「Delusional Dreams」         |      |            |
| 10. | 「Wanna Remember」            |      |            |

#### ミニ・アルバム
- NOWHERE TO GO（2004年8月25日）

レーベル: ヤマハミュージックコミュニケーションズ
| 全作曲: 大村孝佳、サウンドプロデュース&キーボード: ヴィタリ・クープリ、ドラムス: 礒田良雄 |                       |                      |            |                      |
| #                                                                                         | タイトル              | 作詞                 | 作曲・編曲 | ボーカル             |
| 1.                                                                                        | 「HIGH WORKS」        | セバスチャン・メア   |            | マーク・ボールズ     |
| 2.                                                                                        | 「UNITE」             | ゲイリー・パ－ルマン |            | リッチー・コッツェン |
| 3.                                                                                        | 「EARLY REPLY」       | セバスチャン・メア   |            | ドゥギー・ホワイト   |
| 4.                                                                                        | 「CRY FOR THE FAITH」 | セバスチャン・メア   |            | ドゥギー・ホワイト   |
| 5.                                                                                        | 「NOWHERE TO GO」     | セバスチャン・メア   |            | マーク・ボールズ     |

- POWER OF REALITY（2005年11月25日）

| 全作詞・作曲・ベース・キーボード・プログラミング: 大村孝佳 |                       |      |            |
| #                                                          | タイトル              | 作詞 | 作曲・編曲 |
| 1.                                                         | 「PLEASANT SURPRISE」 |      |            |
| 2.                                                         | 「DREAM PILLOW」      |      |            |
| 3.                                                         | 「IN A ROUGH STATE」  |      |            |
| 4.                                                         | 「MATERIAL TONE」     |      |            |
| 5.                                                         | 「THE CATACLYSM」     |      |            |

#### ベスト・アルバム
- I・RI・S（2019年9月18日）

レーベル: Keasler Japan Limited

デビュー15周年を記念したキャリア初のベストアルバム。デビュー以降、これまで発売してきた音源で入手困難な楽曲も含め、全18 曲を収録。
| #   | タイトル                                                                    | 作詞 | 作曲・編曲 | ボーカル         |
| --- | --------------------------------------------------------------------------- | ---- | ---------- | ---------------- |
| 1.  | 「Pleasant Surprise」                                                       |      |            |                  |
| 2.  | 「Holy Tomorrow」                                                           |      |            | トニー・ムーア   |
| 3.  | 「Shadows Of Eternity」                                                     |      |            | クリス・パワーズ |
| 4.  | 「Solitary Universe」                                                       |      |            | TOKI             |
| 5.  | 「When I Close My Eyes」                                                    |      |            | テリー・イルス   |
| 6.  | 「Nowhere To Go」(※ボーカル新録)                                            |      |            | 久世敦史         |
| 7.  | 「High Works」(※ボーカル新録)                                               |      |            | TOKI             |
| 8.  | 「Distant Thunder」(※ボーカル新録)                                          |      |            | 久世敦史         |
| 9.  | 「Night Of USA」                                                            |      |            | クリス・パワーズ |
| 10. | 「Poison Eyes」                                                             |      |            | AKANE LIV        |
| 11. | 「Tell Me Why」                                                             |      |            | テリー・イルス   |
| 12. | 「Wanna Get A Good Love」                                                   |      |            | クリス・パワーズ |
| 13. | 「The Cataclysm」                                                           |      |            |                  |
| 14. | 「Rain On Me」                                                              |      |            | テリー・イルス   |
| 15. | 「Under One Flag」                                                          |      |            | ティッタ・タニ   |
| 16. | 「Never Surrender」(ギター: マーティ・フリードマン)                         |      |            | ティッタ・タニ   |
| 17. | 「Every Time」                                                              |      |            | テッド・ポーリー |
| 18. | 「The Hill Of Wisteria」(ギター: 藤岡幹大、ベース: BOH、ドラムス: 青山英樹) |      |            |                  |

#### カバー・アルバム
- CERBERUS（2017年1月25日）JAN 4573198460179

レーベル: Keasler Japan Limited

CD＋LIVEDVDの2枚組で、DVDには2016年1月9日に開催されたライブ「New Year's Celebration -The Gathering of Metal Warriors-」の映像を収録。
| #  | タイトル                           | 作詞 | 作曲・編曲 | ボーカル                                    |
| -- | ---------------------------------- | ---- | ---------- | ------------------------------------------- |
| 1. | 「Battery (METALLICA)」            |      |            | TOKI(C4、STEALTH)                           |
| 2. | 「Tornado Of Souls (MEGADETH)」    |      |            | Ikepy(HER NAME IN BLOOD)                    |
| 3. | 「Bring Me To Life (Evanescence)」 |      |            | 上木彩矢(UROBOROS)                          |
| 4. | 「NEMESIS (Arch Enemy)」           |      |            | 葉月(lynch.)                                |
| 5. | 「Take The Time (Dream Theater)」  |      |            | 久世敦史(Concerto Moon、SCREAMING SYMPHONY) |
| 6. | 「Mr. Scary (DOKKEN)」             |      |            |                                             |

### 配信シングル
1. Wanna Get A Good Love（2011年9月10日）
ギター、ベース、プログラミング、ボーカル: 大村孝佳
2. Night Of U.S.A.（2011年10月29日）
3. Shadows Of Eternity（2011年12月22日）

### DVD
1. METAL INITIATION（2019年6月30日）Keasler Japan Limited
2. METAL PARADOX（2020年9月30日）Keasler Japan Limited[34]

### 書籍
1. 『ギター力をイチから鍛え直す! 烈奏ギター道場』（2009年7月22日）シンコーミュージック・エンタテイメント
2. 『ギター力をイチから鍛え直す! 烈奏ギター道場 異種格闘技編』（2012年1月26日）シンコーミュージック・エンタテイメント

## レコーディング参加作品
アーティスト
- LIV MOON
  - アルバム『GOLDEN MOON』（2011年）
  - アルバム『Symphonic Moon』（2012年）
  - アルバム『THE END OF THE BEGINNING』（2012年）
- 野水いおり
  - シングル「DARAKENA」（2014年）

※藤岡幹大と共演
- DCPRG
※正式加入前の参加作品
  - ライブアルバム『ALTER WAR IN TOKYO』（2011年）
  - アルバム『SECOND REPORT FROM IRON MOUNTAIN USA』（2012年）
- MIYU
※サウンドプロデュースとベースで参加
  - ミニアルバム『WORLD MAKER』（2011年）
  - シングル「Raise your hands」（2013年）
  - シングル「Glitter」（2014年）
  - シングル「UTAKATA」（2015年）
- Rinbjo
  - アルバム『戒厳令』（2014年）
- 摩天楼オペラ
  - シングル「儚く消える愛の讃歌」（2021年）

ゲーム
- 『BLAZBLUE CONTINUUM SHIFT』（2009年）
  - アルバム『BLAZBLUE SONG ACCORD #1 with CONTINUUM SHIFT』（2009年）
  - アルバム『BLAZBLUE SONG ACCORD #2 with CONTINUUM SHIFTⅡ』（2010年）
- 『Hard Corps: Uprising』（2011年）
  - アルバム『魂斗羅クロニクル Vol.1 coupling with “HARD CORPS：UPRISING”」（2015年）

※HARD CORPS：UPRISINGのみ

アニメ
- 『機動戦士ガンダム サンダーボルト』
  - アルバム『「機動戦士ガンダム サンダーボルト」オリジナル・サウンドトラック/菊地成孔』（2016年）

「あたしのカントリー・ソング～Fan of the hay～」
インターネットテレビドラマ
- 『SICK'S 〜内閣情報調査室特務事項専従係事件簿〜』（2018年）
※劇伴曲でギターを担当

オムニバスアルバム
- SOUND HOLIC 『Metallical Astronomy』（2010年）

「Infinity Trip」
「Missing Moon」
- SOUND HOLIC 『Metallic Vampire』（2011年）

「Septuor de écarlate」
- SOUND HOLIC 『幻想★あ･ら･もーど III』（2014年）

「NEO WORLD」
「赫き悪魔の伝説」